# Wilhelm Adolf Lette
Wilhelm Adolf Lette (født 10. maj 1799 i Kienitz, Brandenburg, død 3. december 1868 i Berlin) var en preussisk embedsmand og politiker.
Skønt han 1817 fik en måneds fængselsstraf for at have deltaget i Wartburgfesten og 1823 1/2 års for at have udbredt Karl Follens oprørske digte, blev han dog 1825 ansat i statstjenesten, 1835 overretsråd i Posen og 1840 overregeringsråd i Frankfurt, endelig 1843 gehejmeregeringsråd i Indenrigsministeriet og 1845 præsident for et landbrugskollegium. Han viste fremragende evner som forvaltningsembedsmand og arbejdede særlig for at forbedre bøndernes stilling. Marts 1848 var han grundlægger af den konstitutionelle klub i Berlin og blev senere medlem af den tyske nationalforsamling, hvor han hørte til det mådeholdne parti; blev 1851 medlem af Preussens første og 1852—58 af dets andet kammer, men afskedigedes 1854 fra sit embede på grund af sin frisindede holdning. I 1867 valgtes han til den nordtyske rigsdag. Desuden havde han væsentlig del i dannelsen af Berlins store håndværkerforening og 1864 i foreningen til at lette kvinder adgang til selvstændigt erhverv (siden kaldt Lette-Verein); var ligeledes 1858 medstifter af de nationaløkonomiske kongresser.